# Wojna futbolowa
Wojna futbolowa lub wojna stu godzin – krótkotrwały konflikt zbrojny pomiędzy Salwadorem a Hondurasem, który miał miejsce w 1969 roku. Określenie wojna futbolowa stworzone przez Ryszarda Kapuścińskiego i rozpowszechnione przez mass media, wywodzi się z przekonania, że powodem wybuchu wojny był przegrany  przez Honduras 15 czerwca 1969 mecz w czasie eliminacji do mistrzostw świata w piłce nożnej. W rzeczywistości stosunki między państwami były napięte już znacznie wcześniej, sam mecz stał się niejako punktem kulminacyjnym fali nacjonalizmu i nienawiści rozpętywanej przez obie strony, co zresztą Ryszard Kapuściński wyraźnie zaznacza. 
Jedną z głównych przyczyn konfliktu było osadnictwo salwadorskich rolników na przygranicznych terenach Hondurasu. Honduraski rząd, ale i duzi posiadacze ziemscy skupieni wokół Krajowej Federacji Rolników i Hodowców, podejmowali działania mające na celu zmuszenie salwadorskich imigrantów do opuszczenia kraju. Wojskowe władze Salwadoru obawiały się, że powrót dużej liczby ubogich, pozbawionych ziemi chłopów może wzmóc żądania przeprowadzenia reformy rolnej, parcelacji majątków wielkich posiadaczy ziemskich, a nawet spowodować rozwój partyzantki antyrządowej.
Podsycana m.in. przez media atmosfera wrogości między obydwoma państwami sięgnęła zenitu po przegraniu przez Honduras meczu piłki nożnej w stolicy sąsiada. Honduraskie radio zaapelowało do obywateli o wypędzenie Salwadorczyków z honduraskiej ziemi. W Salwadorze doszło do masowych demonstracji przeciwko Hondurasowi, a incydenty graniczne doprowadziły do zerwania stosunków dyplomatycznych pomiędzy obydwoma krajami. 14 lipca armia Salwadoru zaatakowała sąsiada. W walkach zginęło ok. 2 tysięcy ludzi. Wojna została zakończona po interwencji Organizacji Państw Amerykańskich, jednak napięcie pomiędzy państwami utrzymało się do 1972. Ostateczne rozwiązanie konfliktu nastąpiło we wrześniu 1992 roku, na skutek wyroku Międzynarodowego Trybunału Sprawiedliwości w Hadze, który 2/3 spornego terytorium przyznał Hondurasowi